# Assassin's Creed III
Assassin's Creed III is het vijfde computerspel in de Assassin's Creed-serie, ontwikkeld en uitgegeven door Ubisoft. Het spel kwam op 30 oktober 2012 uit in de Verenigde Staten en op 31 oktober in Europa. Ten opzichte van de voorgaande delen kent het spel een nieuwe hoofdpersoon, Connor Kenway, en een ander tijdperk, dat van de Amerikaanse Onafhankelijkheidsoorlog.
Het spel gaat verder op de plot dat Desmond Miles, de hoofdpersoon van de serie in het heden, moet voorkomen dat de wereld vergaat, door in de geest van zijn voorouders te kruipen en hun geschiedenis te onderzoeken.
In dit deel komen ook wapens uit de Amerikaanse Onafhankelijkheidsoorlog voor, waaronder pistolen, geweren en tomahawks.
Deze game is samen met Assassin's Creed Liberations als remaster uitgekomen op Playstation 4, Xbox One en Nintendo Switch.

## Verhaal
Het spel begint in de tegenwoordige tijd, wanneer Desmond, zijn vader, Rebecca Crane en Shaun Hastings in Noord-Amerika op zoek gaan naar de Grote Tempel, wat hen aan het eind van het vorige spel is opgedragen. Het viertal vindt de tempel en gaat hem binnen. Desmond slaagt erin een deel van de tempel te activeren, waaronder ook een timer die aftelt naar 21 december 2012. Door zijn contact met de tempel valt Desmond in katzwijm, en begint hij de herinneringen van zijn voorouder Haytham Kenway te herbeleven, een Engelse edelman uit 1754. Via de Animus, een apparaat waar Desmond op wordt aangesloten, kunnen de andere drie met zijn herinneringen meekijken.
De herinnering begint wanneer Haytham iemand doodt in het Londense Royal Opera House, en hij daarmee een medaillon buitmaakt, dat een sleutel zou zijn tot een geheime vindplaats van de eerste beschaving. Haytham wordt naar de Amerikaanse kolonies gestuurd om die plaats te vinden. Daar bevrijdt hij een grote groep Mohawk-indianen, en een van hen, Kaniehtí:io (kortweg Ziio), gaat ermee akkoord Haytham te helpen als hij generaal Edward Braddock doodt. Haytham doet dat, en Ziio begeleidt hem vervolgens naar de geheime vindplaats. Hij is echter teleurgesteld als blijkt dat het medaillon niet voldoende is om het te openen. Haytham en Kaniehtí:io groeien dichter naar elkaar toe, maar hij vertrekt dan weer naar Boston. Desmond en de andere drie komen er tot hun schrik achter dat Haytham en zijn volgelingen geen sluipmoordenaars zijn, aan wiens kant Desmonds voorouders tot nu toe steeds gestaan hebben, maar Tempeliers, de aartsvijanden van de sluipmoordenaars.
De Animus springt naar het jaar 1760. De herinneringen van Desmond zijn nu die van Ratonhnhaké:ton, het kind dat Haytham bij Ziio verwekt heeft. Het dorp wordt aangevallen en platgebrand door kolonisten, wat resulteert in de dood van Ziio. Opnieuw maakt de Animus een sprong in de tijd. Ratonhnhaké:ton is inmiddels jongvolwassen. De stamoudste vertelt hem dat de stam de plek van hun dorp niet mag verlaten: het land is heilig, en het is de plicht van de stam het te beschermen. Ze toont hem een bol, waarmee de godin Juno vervolgens tot hem spreekt, en hem opdraagt Achilles Davenport, een sluipmoordenaar in ruste, op te zoeken, die hem zal helpen zijn stam te redden.
Ratonhnhaké:ton traint jaren onder Achilles en vertrekt vervolgens naar Boston, waar hij de naam Connor aanneemt om minder op te vallen. Connor krijgt de schuld (mede door toedoen van de Tempeliers) van het bloedbad van Boston. Hij wordt echter gered en van blaam gezuiverd door Samuel Adams, die een belangrijke bondgenoot wordt. De ontevredenheid in de koloniën  groeit door de belastingen, en Connor doet mee aan de Boston Tea Party.
Connor slaagt erin een groot deel van de koloniale Tempeliers te doden. Zijn vader Haytham Kenway - inmiddels grootmeester van de Tempeliers - en diens rechterhand, Charles Lee, slagen erin buiten schot te blijven. Connor ontmoet zijn vader en de twee sluiten een tijdelijk bondgenootschap om een gemeenschappelijke vijand uit de weg te ruimen. In Valley Forge, waar George Washington zijn kamp heeft opgeslagen, ontdekt Haytham een brief waaruit blijkt dat Washington de aanval op de indianenstammen bevolen heeft, omdat die met de Britten samenwerkten. Ook de stam van Connor moet worden aangevallen, ondanks dat die stam neutraal bleef. Connor keert terug naar zijn stam, en ziet tot zijn opluchting dat zijn dorp gespaard is. Lee heeft echter verschillende indianen gerekruteerd om tegen de patriotten te vechten. Connor schakelt hen geweldloos uit, maar is dan verplicht zijn oude vriend Kanen'tó:kon te doden, wanneer die (misleid door Charles Lee) hem aanvalt.
Connor krijgt het steeds moeilijker met zijn missie om de Tempeliers uit te schakelen, en neemt zich voor om met zijn vader over vrede te praten wanneer Charles Lee dood is. Haytham blijft Lee echter verdedigen. Connor ontdekt dat Lee is weggestuurd uit het leger nadat hij Washington probeerde zwart te maken en zich heeft verborgen in Fort George. Connor sluipt het fort binnen maar wordt tegengehouden door zijn vader, die Lee's aftocht dekt. De twee duelleren en Connor doodt zijn vader.
In de tussentijd komt Desmond regelmatig uit de Animus om krachtbronnen te halen in Brazilië en Manhattan die de tempel verder activeren. Beide keren wordt hij verrast door Daniel Cross, een Tempelier die als sleeper-agent bijna de sluipmoordenaars uitroeide in 2000. Wanneer de laatste krachtbron is gelokaliseerd in Caïro, stelt Desmonds vader voor die te gaan halen. Hij wordt gevangengenomen door Abstergo. Desmond valt het gebouw binnen, en met de hulp van de “appel”, een krachtig wapen dat Desmond in een eerder spel heeft bemachtigd, kan hij zowel Warren Vidic als Cross doden, en zijn vader bevrijden.
Connor is uiteindelijk Lee op het spoor gekomen en doodt hem, en neemt ook het medaillon af. Hij keert terug naar zijn dorp, maar ontdekt dan dat de stam verplaatst is door de nieuwe regering van Washington. Hij vindt de bol terug en Juno spreekt opnieuw tot hem. Ze draagt hem op het medaillon te verbergen, maar weigert te zeggen waar. Hij begraaft hierop het medaillon in het graf van Connor Davenport, de jong gestorven zoon van Achilles naar wie hij zelf vernoemd is.
Wetende waar het medaillon is, halen Desmond en de rest het op, en krijgen zo toegang tot het binnenste deel van de tempel. Daar vertelt Juno aan Desmond dat door het aanraken van de sokkel de wereld gered zal worden, en de voorspelde zonnevlam die de aarde bedreigt niet zal optreden. Het aanraken van de sokkel zal hem echter wel zijn leven kosten. Dan verschijnt Minerva, die Desmond vraagt het niet te doen. Terwijl zij en Jupiter de wereld probeerden te redden, wou Juno hem veroveren, en dus sloten ze haar op. Minerva legt uit dat als de zonnevlam doorgaat, Desmond en zijn vrienden bij de weinige overlevers zullen horen. Na zijn dood zal zijn welbedoelde erfenis gruwelijk misbruikt worden, en een nieuwe cirkel van geweld en onderdrukking inluiden. Juno legt uit dat als ze in controle komt de aarde hiervan kan redden, wat Minerva Desmond probeert af te raden. Desmond negeert haar, en draagt de overige sluipmoordenaars op zich voor te bereiden op het gevecht tegen Juno. Hij activeert de sokkel en na een kort moment stort hij neer. De aarde heeft slechts last van minimale elektrische ongeregeldheden. Nu ze vrij is, bedankt Juno Desmonds lichaam, en stelt ze dat zijn rol uit is. Die van haar begint echter pas.

## Ontvangst
| Beoordeeld door  | Platform | Datum            | Score |
| ---------------- | -------- | ---------------- | ----- |
| N1ntendo.nl      |          | 11 december 2012 | 92%   |
| GamezGeneration  |          | 23 december 2012 | 90%   |
| WiiDSFrance      |          | 19 december 2012 | 90%   |
| IGN              | Windows  | 23 november 2012 | 86%   |
| GamesCollection  | Xbox 360 | 4 november 2012  | 85%   |
| Gamekult         |          | 30 november 2012 | 80%   |
| informaticien.be |          | 7 december 2012  | 80%   |
| Gamesbeat        | Xbox 360 | 30 oktober 2012  | 79%   |
| ASPEB            |          | december 2012    | 79%   |
| Games Radar      |          | 4 december 2012  | 70%   |
| HonestGamers     |          | 29 november 2012 | 70%   |